# Dave Baker (musicista)
David John Baker, detto Dave (Peterborough, 10 settembre 1945), è un batterista e cantante britannico.

## Biografia
Inizia a suonare la batteria all’età di 15 anni crescendo musicalmente durante il British Blues Boom. Viene influenzato dalle blues band inglesi dell’epoca: John Mayall con Eric Clapton, Cyril Davies e Alexis Korner, Fleetwood Mac con Pete Green.
Nel 1965 suona la batteria professionalmente nulla scena club tedesca. Cavalcando l’onda del boom del beat britannico creata dai Beatles lavora in varie band in tutta Europa. 
Durante questo periodo partecipa a molte registrazioni che poi diventeranno grandi successi con i principali cantanti italiani come ad esempio Prisencolinensinainciusol di Adriano Celentano, un ‘classico’ radiofonico italiano.
Verso la metà degli anni Settanta rimane più coinvolto nella la parte vocale di solista, sebbene continui a suonare la batteria con vari gruppi blues attivi sul circuito blues italiano.
Per 5 anni collabora con Fabio Treves suonando nella Treves Blues Band per poi fondare nel 1978 la The Baker Street Band, dove è leader/cantante/showman/batterista multi-ruolo con la quale registra tre album tra gli anni settanta e i primi anni ottanta. La band si esibisce in molti locali, importanti festival blues e spettacoli televisivi in Italia e all’estero. Nel 1980 registra un album live con il chitarrista blues Mike Bloomfield.
Nel 1992, con il vecchio amico batterista Jojo Poggi forma i "Dave Baker & Motivator" e inizia a lavorare nella scena blues in Italia e Svizzera.

## Discografia

### Album
- 1982 – Street Beat[4]
- 1984 – Enterprise[5]
- 1999 – Rockin' The Blues[6]
- 2001 – Dead Men Don't Sweat[6]
- 2012 – Blues Is a Big Word to Use (Live at the Campi)[7]
- 2012 – Cosmic Gumbo Blues (Live Studio Jam in New Orleans)[7]